# Баллифоран

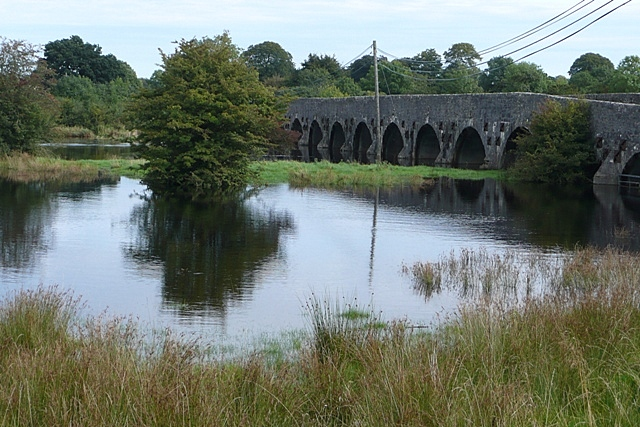

Баллифоран (англ. Ballyforan; ирл. Béal Átha Feorainne) — деревня в Ирландии, находится в графстве Роскоммон (провинция Коннахт) у трассы R363, между Баллигаром и Дайсартом, вблизи от реки Сак.